# (8577) Choseikomori
(8577) Choseikomori est un astéroïde de la ceinture principale.

## Description
(8577) Choseikomori est un astéroïde de la ceinture principale. Il fut découvert le 7 novembre 1996 à Kitami par Kin Endate et Kazuro Watanabe. Il présente une orbite caractérisée par un demi-grand axe de 2,33 UA, une excentricité de 0,20 et une inclinaison de 6,4° par rapport à l'écliptique.

## Compléments